# Горно Барбарево
 Тази статия е за едното пробищипско село.  За другото вижте Долно Барбарево.  За струмишкото вижте Барбарево.
Горно Барбарево (на македонска литературна норма: Горно Барбарево) село в община Пробищип, Северна Македония.

## География
Барбарево се намира в крайния югозападен край на долината на Злетовската река, на границите между Пробищипската, Кратовската и Светиниколската община, в южното подножие на еруптивната планинска верига Плавица — Манговица (Църни връх). Селото е разположено на силно ерозирал терен край изворите на река Белошица, на 650 метра надморска височина. В близост е Сакуличкият проход, през който в миналото е минавал кервански път, свързващ Велес с Кюстендил.
Горно Барбарево е разположено срещу Долно Барбарево в западните падини на рида Големо бърдо (770 метра). Землището му е 15,2 км2, като земеделската площ е 1378 хектара, от които 511 хектара са земеделски земи, 751 хектара пасища и 116 хектара гори.

## История
Името на селото произлиза от гръцката дума варвари, от което се съди, че не е старо предславянско селище. Според преданията в средновековието Барбарево се намирало в местността Селище и жителите му били мадемджии (рудари) и работели в рудниците на седловината Джгури. Селото се премества след размирици, но населението продължава да се занимава с рударство.
В края на XIX век Барбарево е село в Кратовска каза на Османската империя с две големи махали – Шуке махала, или Големо Барбарево, разположено от лявата страна на Белошица, и Амбар махала, или Мало Барбарево, разположено на десния бряг на реката на около 1,5 километра разстояние.
В края на XIX век Горно Барбарево е село в Кратовска каза на Османската империя. Според статистиката на Васил Кънчов („Македония. Етнография и статистика“) към 1900 година в Барбарево (Горно и Долно) живеят 780 българи християни.
В началото на XX век цялото население на селото е под върховенството на Българската екзархия. По данни на секретаря на екзархията Димитър Мишев („La Macédoine et sa Population Chrétienne“) в 1905 година в Барбарево (Горно и Долно) има 848 българи екзархисти и функционира българско училище.
При избухването на Балканската война в 1912 година четирима души от Барбарево (Горно и Долно) са доброволци в Македоно-одринското опълчение.
В 1913 година след Междусъюзническата война селото попада в Сърбия, а по-късно в Югославия. На етническата си карта от 1927 година Леонард Шулце Йена показва Големо и Мало Барбарево (Golemo, Malo Barbarevo) като български християнски села.
В 1948 година селото има 672 жители. След Втората световна война Шуке махала е обявена за село Горно Барбарево, а Амбар махала – за село Долно Барбарево.
Според преброяването от 2002 година Горно Барбарево има 37 жители – 20 мъже и 17 жени в 21 домакинства и 37 къщи.
Църквата в селото е „Света Петка“.

## Личности
Родени в Горно или Долно Барбарево
- Ангел Трайчев (1887 – 1921), български революционер, деец на ВМОРО и ВМРО
- Ванчо Барбаревски, войвода на ВМРО
- Трайчо Барбаревски, български хайдутин от XIX век[7]
- Цаню Барбаревски, войвода на ВМОРО